# Diego Rivas Gutiérrez
Diego Rivas Gutiérrez (Ciudad Real, 27 d'abril de 1980) és un exfutbolista castellanomanxec, que ocupava la posició de migcampista.

## Trajectòria esportiva
Format al planter de l'Atlètic de Madrid, hi arriba a debutar a Segona Divisió amb el filial matalasser, la temporada 98/99. La temporada 02/03 és cedit al Getafe CF, on qualla una gran temporada, amb 3 gols en 31 partits. L'Atlético el repesca, però després de jugar només tres partits, és transferit al conjunt de Getafe.
En aquesta segona etapa, el Getafe CF aconsegueix l'ascens a primera divisió a l'estiu del 2004. El migcampista seria titular durant dues campanyes a la màxima categoria, jugant 66 partits. La temporada 06/07 fitxa amb la Reial Societat. Al conjunt donostiarra, que baixaria eixe any a Segona, no acaba de fer-se un lloc a l'onze inicial.
Després d'una cessió al Cadis CF, retorna a Sant Sebastià, amb qui disputa 34 partits de la temporada 08/09.